# Легкий крейсер

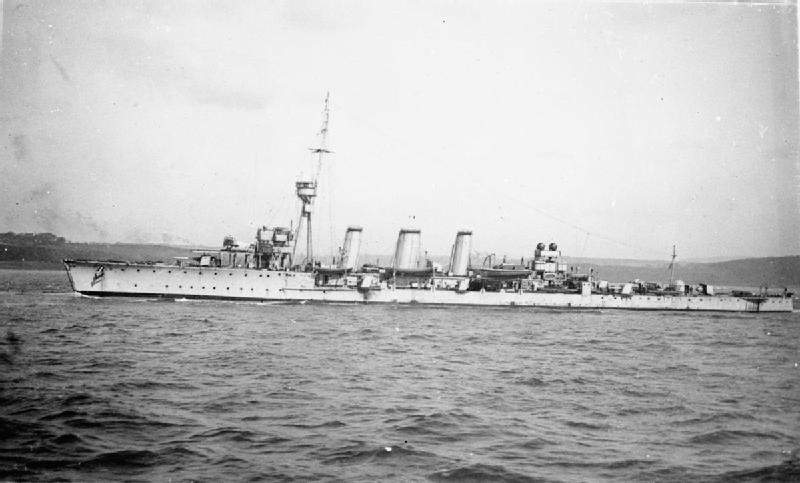
Легкий крейсер «Аурора» типу «Аретьюза». Королівський військово-морський флот Великої Британії

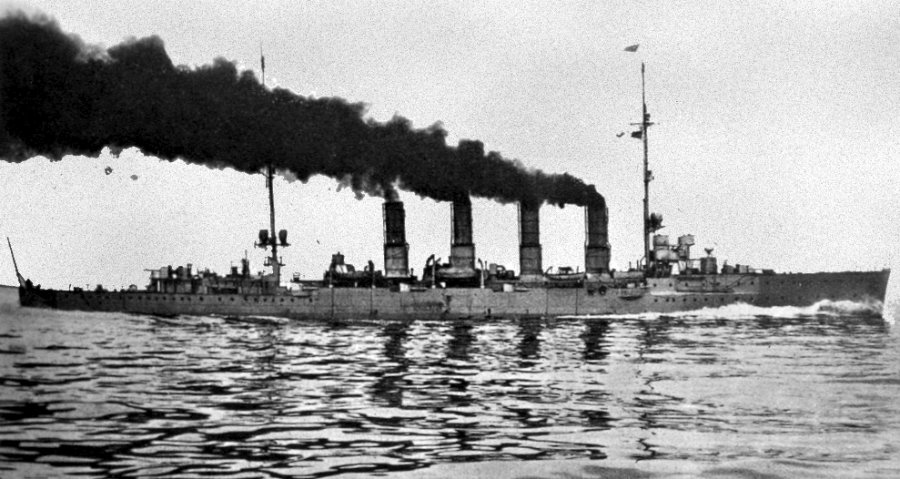
Легкий крейсер «Бреслау». Німецька імперія

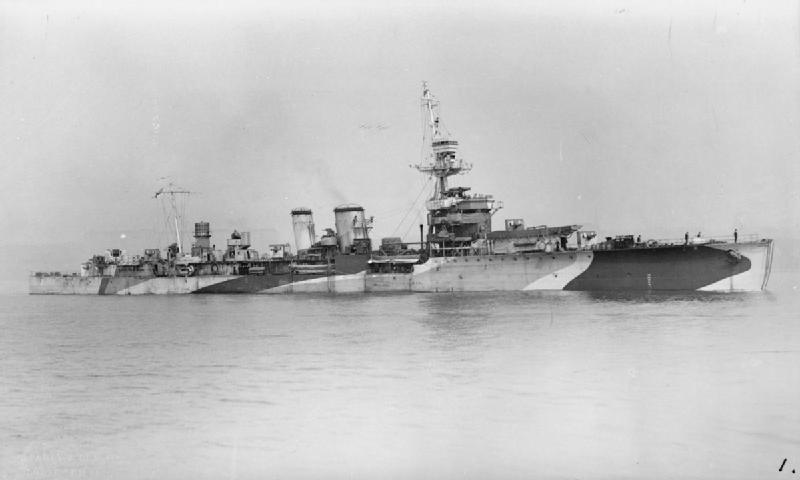
Легкий крейсер «Данае». Велика Британія

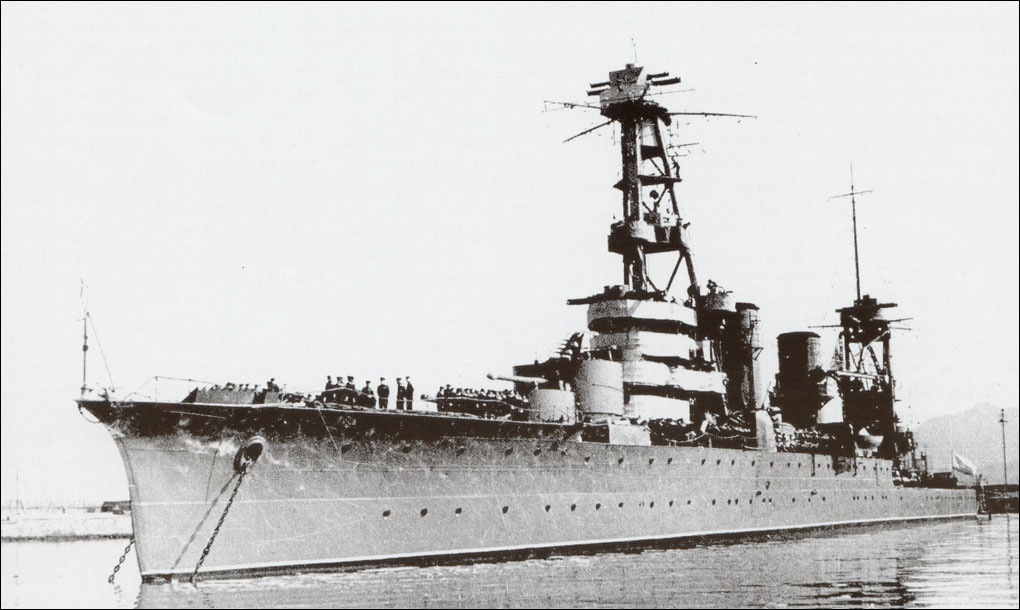
Радянський легкий крейсер «Красний Кавказ». ВМФ СРСР

Ле́гкий кре́йсер — бойовий надводний корабель, підклас крейсерів, що з'явився на початку XX століття, продукт еволюції бронепалубних крейсерів під впливом досвіду російсько-японської війни. Легкі крейсери були відносно великими (у порівнянні з есмінцями, мінними крейсерами і канонерськими човнами) спеціалізованими артилерійськими кораблями з розвиненим броньовим захистом, озброювалися переважно артилерією середнього калібру. Брали активну участь в морських битвах Першої і Другої світових воєн.
Розвиток підкласу відбувався в рамках доктрин національних ВМС і приводив до великих відмінностей в призначенні і характеристиках кораблів. Лондонські морські договори 1930 і 1936 років привели до вироблення певного міжнародного стандарту цього класу кораблів, але деякі національні відмінності у конструкціях крейсерів все одно зберігалися. У роки Другої світової війни легкі крейсери застосовувалися для вирішення найрізноманітніших завдань і досягли вершини свої технічної еволюції.

## Використання після 1945
Будівництво легких крейсерів припинилося до кінця 1950-х років. Припинення розвитку легких крейсерів було пов'язане з втратою бойової цінності великими артилерійськими кораблями, у зв'язку з розвиток морської авіації та запровадженням перших протикорабельних ракет. Деякі з легких крейсерів пройшли модернізацію та були оснащенні ракетною зброєю, ставши таким чином ракетними крейсерами.
Втім експлуатація вже побудованих легких крейсерів тривала і у другій половині 20 століття. Останнім військовим конфліктом, у якому застосовувались кораблі цього класу, стала Фолклендська війна 1982 року, під час якої аргентинський легкий крейсер «Генерал Бельграно» був потоплений британським атомним підводним човном. Останній легкий крейсер, перуанський «Альміранте Грау», колишній нідерландський «Де Зевен Провінсен», був виведений зі складу флоту 26 вересня 2017 року.